# 莫納赫群島
莫納赫群島是蘇格蘭的群島，位於北尤伊斯特島以西的大西洋海域，屬於外赫布里底群島的一部分，由6座島嶼組成，面積6平方公里，島上無人居住。
57°31′22″N 7°36′48″W / 57.52278°N 7.61333°W